# Shanésia Davis-Williams
Shanésia Davis-Williams (Detroit, 30 settembre 1966) è un'attrice statunitense.

## Biografia
Nata a Detroit, era la più piccola di sette figli, si trasferì a Chicago dove ottenne una Laurea in Recitazione alla Goodman School of Drama della DePaul University.
Deve la fama al ruolo di co-protagonista nella serie TV  Ultime dal cielo dove ha recitato in tutti gli episodi fra il 1996 ed il 2000.
Per perfezionare la sua parte di Marissa Clark in Ultime dal cielo, dove la protagonista era cieca, perfezionò la sua recitazione tramite la The Chicago Guild of the Blind, aiutandosi con un cane guida per non vedenti.
Al cinema ha preso parte tra gli altri ai film 110 e lode nel 1994 e poi a The Weather Man - L'uomo delle previsioni nel 2005.

## Filmografia

### Cinema
- 110 e lode (1994)
- Hellcab - Un inferno di taxi (1997)
- The Weather Man - L'uomo delle previsioni (2005)

### Televisione
- Persone scomparse (Missing Persons) – serie TV, episodio 1x04 (1993)
- Ultime dal cielo (Early Edition) – serie TV, 90 episodi (1996-2000)
- Detroit 1-8-7 – serie TV, episodio 1x16 (2011)
- Crisis – serie TV, episodio 1x03 (2014)
- Il mostro di Cleveland (Cleveland Abduction) – film TV, (2015)
- Chicago Fire – serie TV, episodi 1x13-5x07 (2013-2016)
- Empire – serie TV, episodi 1x05-2x15-3x12-4x06 (2015-2017)
- Proven Innocent – serie TV, episodi 1x02-1x03-1x05-1x07 (2019)
- The Thing About Harry – film TV (2019)
- Lovecraft Country - La terra dei demoni – serie TV, episodio 1x01 (2020)
- The Chi – serie TV, episodi 1x07-1x09-3x03-4x03 (2018-2021)